# Музей искусств Далласа
Музей искусств Далласа (англ. Dallas Museum of Art) — расположен в городе Даллас, штат Техас, США.
Музей был основан в 1903 году Ассоциацией искусств Далласа. Первоначально картины хранились в городской библиотеке. А в 1909 году музей переехал в помещение Публичной художественной галереи. В последующие годы экспонаты ещё несколько раз меняли место своего расположения, пока в 1984 году музей не занял своё современное здание.
В коллекции музея имеются работы таких художников, как Сезанн, Домье, Дега, Гоген, Мане, Моне, Писсарро, Ренуар, Тулуз-Лотрек и Ван Гог, а также скульптуры, предметы декоративно-прикладного искусства, китайский фарфор, восточные ковры, редкие книги и т. д. В 2005 году в дар музею были переданы три крупные частные коллекции, принадлежавшие семье Синди и Говарда Рачовски. В них представлены шедевры американского и европейского искусства, созданные в период с начала 1940-х годов вплоть до начала XXI века. Среди наиболее ценных экспонатов — произведения художников Рене Магритта, Герхарда Рихтера, Марселя Дюшана, Марка Ротко, Билла Виолы и других. В общей сложности в музей поступило 800 работ. Также свой вклад в экспозицию внесла Маргарет Макдермот, подарив музею полотно Клода Моне «Водяные лилии в пруду, облака», ставшее седьмым в собрании картин этого знаменитого французского живописца.